# Comté d'Osceola (Iowa)
Pour les articles homonymes, voir Comté d'Osceola.
Le comté d'Osceola est un comté de l'État de l'Iowa, aux États-Unis.